# Grupo parlamentario (España)
Un grupo parlamentario en España es un grupo parlamentario formado en alguno de los órganos legislativos de la nación. La figura del grupo parlamentario en España se presenta en multitud de instituciones públicas, como el Congreso de los Diputados, el Senado y las asambleas autonómicas o locales.

## Congreso de los Diputados
Las condiciones para formar un grupo parlamentario están recogidas en el reglamento del Congreso de los Diputados y son las siguientes:
- Se requieren al menos 15 diputados o 10 senadores para formar grupo parlamentario.
- En caso de no alcanzar dicho mínimo, una formación política puede formar grupo parlamentario a partir de 5 diputados, siempre y cuando posea un 15 % de los votos correspondiente a las circunscripciones donde se haya presentado candidatura o un 5 % de los votos en el conjunto del Estado.

Las formaciones políticas que no cumplan estas condiciones pasan a formar parte del grupo mixto. 
Sin embargo, en varias ocasiones distintas formaciones políticas minoritarias han conseguido un grupo parlamentario sin cumplir estrictamente los requisitos (de votos o escaños), gracias a la figura del «diputado prestado». Esta consiste en que un partido presta a otra los diputados de una candidatura (y, por tanto; también los votos asociados a ella), en el momento de la constitución del grupo, de forma que en conjunto alcancen los requisitos. Después, los diputados prestados regresarán al grupo parlamentario de su formación original sin perjuicio para el nuevo grupo de la formación minoritaria, siempre y cuando su número de diputados no se reduzca por debajo de la mitad del inicial, lo que significaría la disolución del grupo de acuerdo con el reglamento del Congreso. 
Ha sucedido así, por ejemplo; con Coalición Canaria en el año 2004, que aunque superaba el requisito del porcentaje de votos en las circunscripciones en las que se presentó, no obtuvo los 5 escaños necesarios sino 3. El PSOE prestó sus dos diputados por Toledo a la formación, de forma que en el momento de su creación el grupo cumplía los requisitos. Más tarde, sus diputados regresarían al grupo parlamentario socialista.

## Financiación
Los grupos parlamentarios reciben una subvención fija para todos, más un plus en función del número de diputados. Esta subvención es gestionada por el grupo.

## Funciones
- Los grupos parlamentarios pueden presentar enmiendas a las proposiciones de ley, que son presentadas por el Gobierno. Estas enmiendas pueden ser a la totalidad del proyecto, o al articulado, es decir, a partes concretas del proyecto de ley.
- Definen las políticas parlamentarias del partido al que representan.
- Controlan al Gobierno.
- Ejercen la iniciativa legislativa.

## Grupos parlamentarios en el Congreso por legislatura

### Legislatura Constituyente
Se constituyeron los siguientes grupos parlamentarios en la Legislatura Constituyente (1977-1979):
| Grupo parlamentario                                  | Partidos                     | Escaños   | Notas                                                |
| ---------------------------------------------------- | ---------------------------- | --------- | ---------------------------------------------------- |
| Grupo Parlamentario de Unión de Centro Democrático   | UCD                          | 166 → 157 |                                                      |
| Grupo Parlamentario Socialista del Congreso          | PSOE, PSE-PSOE               | 103 → 106 |                                                      |
| Grupo Parlamentario de las Minorías Catalana y Vasca | PNV, CDC, EDC, UDC, ERC y EE | 19        | Grupo parlamentario efímero (julio-octubre de 1977). |
| Grupo Parlamentario Comunista                        | PCE, PSUC                    | 20        |                                                      |
| Grupo Parlamentario de Alianza Popular               | AP                           | 16        |                                                      |
| Grupo Parlamentario Socialistes de Catalunya         | PSC, PSC-Congrés             | 15 → 18   |                                                      |
| Grupo Parlamentario de la Minoría Catalana           | CDC, UDC, EDC, PSC-R y ERC   | 13 → 9    | A partir de octubre de 1977                          |
| Grupo Parlamentario Vasco                            | PNV                          | 8         | A partir de octubre de 1977                          |
| Grupo Parlamentario Mixto                            |                              | 9 → 15    |                                                      |

En caso de que se indiquen dos números distintos de escaños, se trata, respectivamente, del número al principio y al final de la legislatura, o bien en la constitución y disolución del grupo parlamentario. 

### I Legislatura
Se constituyeron los siguientes grupos parlamentarios en la I Legislatura (1979-1982):
- Grupo Parlamentario Centrista
- Grupo Parlamentario Socialista del Congreso
- Grupo Parlamentario Comunista
- Grupo Parlamentario Socialistes de Catalunya
- Grupo Parlamentario Coalición Democrática
- Grupo Parlamentario Minoría Catalana
- Grupo Parlamentario Mixto
- Grupo Parlamentario Vasco (PNV)
- Grupo Parlamentario Socialista Vasco
- Grupo Parlamentario Andalucista

### II Legislatura
Se constituyeron los siguientes grupos parlamentarios en la II Legislatura (1982-1986):
- Grupo Parlamentario Socialista del Congreso
- Grupo Parlamentario Popular del Congreso
- Grupo Parlamentario Minoría Catalana
- Grupo Parlamentario Centrista
- Grupo Parlamentario Vasco (PNV)
- Grupo Parlamentario Mixto

### III Legislatura
Se constituyeron los siguientes grupos parlamentarios en la III Legislatura (1986-1989):
- Grupo Parlamentario Socialista
- Grupo Parlamentario Coalición Popular
- Grupo Parlamentario CDS
- Grupo Parlamentario Minoría Catalana
- Grupo Parlamentario Vasco (PNV)
- Grupo Parlamentario Mixto
- Grupo Parlamentario Mixto - Agrupación de la Democracia Cristiana
- Grupo Parlamentario Mixto - Agrupación Partido Liberal
- Grupo Parlamentario Mixto - Agrupación IU-IC

### IV Legislatura
Se constituyeron los siguientes grupos parlamentarios en la IV Legislatura (1989-1993):
- Grupo Parlamentario Socialista del Congreso
- Grupo Parlamentario Popular en el Congreso
- Grupo Parlamentario Catalán (Convergencia i Unió)
- Grupo Parlamentario de Izquierda Unida-Iniciativa per Catalunya
- Grupo Parlamentario de CDS
- Grupo Parlamentario Vasco (PNV)
- Grupo Parlamentario Mixto

### V Legislatura
Se constituyeron los siguientes grupos parlamentarios en la V Legislatura (1993-1996):
- Grupo Parlamentario Socialista del Congreso
- Grupo Parlamentario Popular en el Congreso
- Grupo Parlamentario Federal Izquierda Unida-Iniciativa per Catalunya
- Grupo Parlamentario Catalán (Convergencia i Unió)
- Grupo Parlamentario Vasco (PNV)
- Grupo Parlamentario de Coalición Canaria
- Grupo Parlamentario Mixto

### VI Legislatura
Se constituyeron los siguientes grupos parlamentarios en la VI Legislatura (1996-2000):
- Grupo Parlamentario Popular en el Congreso
- Grupo Parlamentario Socialista del Congreso
- Grupo Parlamentario Federal de Izquierda Unida
- Grupo Parlamentario Catalán (Convergència i Unió)
- Grupo Parlamentario Vasco (EAJ-PNV)
- Grupo Parlamentario de Coalición Canaria
- Grupo Parlamentario Mixto

### VII Legislatura
Se constituyeron los siguientes grupos parlamentarios en la VII Legislatura (2000-2004):
- Grupo Parlamentario Popular en el Congreso
- Grupo Parlamentario Socialista
- Grupo Parlamentario Catalán (Convergència i Unió)
- Grupo Parlamentario Federal de Izquierda Unida
- Grupo Parlamentario Vasco (EAJ-PNV)
- Grupo Parlamentario de Coalición Canaria
- Grupo Parlamentario Mixto

### VIII Legislatura
Se constituyeron los siguientes grupos parlamentarios en la VIII Legislatura (2004-2008):
- Grupo Parlamentario Socialista del Congreso
- Grupo Parlamentario Popular en el Congreso
- Grupo Parlamentario Catalán (Convergència i Unió)
- Grupo Parlamentario de Esquerra Republicana (ERC)
- Grupo Parlamentario Vasco (EAJ-PNV)
- Grupo Parlamentario de Izquierda Unida-Iniciativa per Catalunya Verds
- Grupo Parlamentario de Coalición Canaria-Nueva Canarias
- Grupo Parlamentario Mixto

### IX Legislatura
Los siguientes grupos parlamentarios formaban las Cortes Generales de España en la legislatura IX de la democracia (2008-2011):
- Grupo Parlamentario Socialista (PSOE): 169 escaños (11.289.335 votos)
- Grupo Parlamentario Popular (PP): 153 escaños (10.278.010 votos)
- Grupo Parlamentario Catalán (CiU): 10 escaños (779.425 votos)
- Grupo Parlamentario Vasco (PNV): 6 escaños (306.128 votos)
- Grupo Parlamentario de Esquerra Republicana-Izquierda Unida-Iniciativa per Catalunya Verds (ERC-IU-ICV): 5 escaños, con 3 de ERC (298.139 votos) y 2 de IU-ICV (969.946 votos)
- Grupo Mixto: 7 escaños, con 2 de BNG (212.543 votos), 2 de CC (174.629 votos), 1 de UPyD (306.079 votos), 1 de NaBai (62.398 votos) y 1 de UPN (se presentó con el PP).

### X Legislatura
Los grupos que componen el Parlamento en la X legislatura (2011-2016) fueron conocidos a lo largo del jueves 15 de diciembre de 2011.
Se formaron finalmente los grupos parlamentarios:
| Grupo parlamentario | Grupo parlamentario                                 | Partido(s)                                                                      | Escaños | Portavoz                    |
| ------------------- | --------------------------------------------------- | ------------------------------------------------------------------------------- | ------- | --------------------------- |
|                     | Grupo Parlamentario Popular                         | PP                                                                              | 185     | Alfonso Alonso              |
|                     | Grupo Parlamentario Socialista                      | PSOE                                                                            | 110     | José Antonio Alonso         |
|                     | Grupo Parlamentario Catalán                         | CiU                                                                             | 16      | Josep Antoni Duran i Lleida |
|                     | Grupo Parlamentario La Izquierda Plural             | IU, ICV-EUiA, CHA                                                               | 11      | Cayo Lara                   |
|                     | Grupo Parlamentario de Unión, Progreso y Democracia | UPyD                                                                            | 5       | Rosa Díez                   |
|                     | Grupo Parlamentario Vasco                           | PNV                                                                             | 5       | Josu Erkoreka               |
|                     | Grupo Mixto                                         | Amaiur: 7, ERC: 3, BNG: 2, CC-NC: 2, Compromís-Equo: 1, FAC: 1, GBAI: 1, UPN: 1 | 18      |                             |

El PP impidió que Amaiur tuviese grupo parlamentario al no alcanzar el 15% de los votos en una de las cuatro circunscripciones en las que se presentó, en concreto en la circunscripción de Navarra donde obtuvo el 14,86 %. Celia Villalobos lo justificó diciendo que "cometeríamos un terrible error si tratásemos de forma distinta a Amaiur".
Sin embargo, en 2004 ERC no había alcanzado el 15% de los votos en la circunscripción de Barcelona, donde consiguió el 14,09%, pero el PP defendió en aquel momento que la formación catalana debía obtener el 15% en el conjunto de todas las circunscripciones y ERC tuvo grupo parlamentario.

### XI Legislatura
Los grupos que componen el Congreso de los Diputados en la XI legislatura (2016) son:
| Grupo parlamentario | Grupo parlamentario                                | Partido(s)                                                                      | Escaños | Portavoz            |
| ------------------- | -------------------------------------------------- | ------------------------------------------------------------------------------- | ------- | ------------------- |
|                     | Grupo Parlamentario Popular                        | PP                                                                              | 119     | Rafael Hernando     |
|                     | Grupo Parlamentario Socialista                     | PSOE                                                                            | 89      | Antonio Hernando    |
|                     | Grupo Parlamentario Podemos-En Comú Podem-En Marea | Podemos, En Comú Podem, En Marea                                                | 65      | Íñigo Errejón       |
|                     | Grupo Parlamentario Ciudadanos                     | Ciudadanos                                                                      | 40      | Juan Carlos Girauta |
|                     | Grupo Parlamentario de Esquerra Republicana        | ERC                                                                             | 9       | Joan Tardà          |
|                     | Grupo Parlamentario Catalán                        | DiL                                                                             | 8       | Francesc Homs       |
|                     | Grupo Parlamentario Vasco                          | PNV                                                                             | 6       | Aitor Esteban       |
|                     | Grupo Mixto                                        | Compromís: 4, IU-UPeC: 2, EH Bildu: 2, UPN: 2, CC-PNC: 1, FAC: 1, NCa: 1, PP: 1 | 14      |                     |

### XII Legislatura
Los grupos que componen el Congreso de los Diputados en la XII legislatura (2016-2019) son:
| Grupo parlamentario | Grupo parlamentario                                                     | Partido(s)                                                           | Escaños | Portavoz |
| ------------------- | ----------------------------------------------------------------------- | -------------------------------------------------------------------- | ------- | --- |
|                     | Grupo Parlamentario Popular                                             | PP                                                                   | 134     | Rafael Hernando (2016-2018) Dolors Montserrat (2018-2019)                                                        |
|                     | Grupo Parlamentario Socialista                                          | PSOE                                                                 | 84      | Antonio Hernando (2016-2017) José Luis Ábalos (Interino) Margarita Robles (2017-2018) Adriana Lastra (2018-2019) |
|                     | Grupo Parlamentario Confederal de Unidos Podemos-En Comú Podem-En Marea | Podemos, En Comú Podem, En Marea                                     | 67      | Íñigo Errejón (2016-2017) Irene Montero (2017-)                                                                  |
|                     | Grupo Parlamentario Ciudadanos                                          | Ciudadanos                                                           | 32      | Juan Carlos Girauta                                                                                              |
|                     | Grupo Parlamentario de Esquerra Republicana                             | ERC                                                                  | 9       | Joan Tardà |
|                     | Grupo Parlamentario Vasco                                               | PNV                                                                  | 5       | Aitor Esteban |
|                     | Grupo Mixto                                                             | CDC: 8, Compromís: 4, EH Bildu: 2, UPN: 2, CC-PNC: 1, FAC: 1, NCa: 1 | 19      | |

### XIII Legislatura
Los grupos que componen el Congreso de los Diputados en la XIII legislatura (2019) son:
| Grupo parlamentario | Grupo parlamentario                                                             | Partido(s)                                                                               | Escaños | Portavoz                                                              |
| --- | ------------------------------------------------------------------------------- | ---------------------------------------------------------------------------------------- | ------- | --------------------------------------------------------------------- |
| | Grupo Parlamentario Socialista                                                  | PSOE, PSC                                                                                | 123     | Adriana Lastra                                                        |
| | Grupo Parlamentario Popular                                                     | PP                                                                                       | 66      | José Antonio Bermúdez de Castro (Interino) Cayetana Álvarez de Toledo |
| | Grupo Parlamentario Ciudadanos                                                  | Ciudadanos                                                                               | 57      | Inés Arrimadas                                                        |
| | Grupo Parlamentario Confederal de Unidas Podemos-En Comú Podem-Galicia en Común | Unidas Podemos, En Comú Podem, Galicia en Común                                          | 42      | Irene Montero                                                         |
| | Grupo Parlamentario Vox                                                         | Vox                                                                                      | 24      | Iván Espinosa de los Monteros                                         |
| | Grupo Parlamentario Republicano                                                 | ERC, Sobiranistes                                                                        | 14      | Gabriel Rufián                                                        |
| | Grupo Parlamentario Vasco                                                       | EAJ-PNV                                                                                  | 6       | Aitor Esteban                                                         |
| | Grupo Mixto                                                                     | JxCAT: 7, EH Bildu: 4, CC-PNC: 2, NA+: 2, Compromís: 1, PRC: 1, ERC (Oriol Junqueras): 1 | 18      |                                                                       |
| Nota: Hay 4 diputados suspendidos por procesos judiciales: Oriol Junqueras (ERC), Josep Rull (JxCAT), Jordi Sànchez (JxCAT) y Jordi Turull (JxCAT). |                                                                                 |                                                                                          |         |                                                                       |

### XIV Legislatura
Los grupos que componen el Congreso de los Diputados en la XIV legislatura (2019-2023) son:
| Grupo parlamentario | Grupo parlamentario                                                             | Partido(s) | Escaños | Portavoz                                                                |
| ------------------- | ------------------------------------------------------------------------------- | ---------- | ------- | ----------------------------------------------------------------------- |
|                     | Grupo Parlamentario Socialista                                                  |            | 120     | Adriana Lastra (2019-2021) Héctor Gómez (2021-2022) Patxi López (2022-) |
|                     | Grupo Parlamentario Popular                                                     |            | 88      | Cayetana Álvarez de Toledo (2019-2020) Cuca Gamarra (2020-)             |
|                     | Grupo Parlamentario Vox                                                         |            | 52      | Iván Espinosa de los Monteros                                           |
|                     | Grupo Parlamentario Confederal de Unidas Podemos-En Comú Podem-Galicia en Común |            | 35      | Pablo Echenique                                                         |
|                     | Grupo Parlamentario Republicano                                                 |            | 13      | Gabriel Rufián                                                          |
|                     | Grupo Parlamentario Plural                                                      |            | 12      | Laura Borràs                                                            |
|                     | Grupo Mixto                                                                     |            | 10      | Mireia Vehí                                                             |
|                     | Grupo Parlamentario Ciudadanos                                                  |            | 9       | Inés Arrimadas                                                          |
|                     | Grupo Parlamentario Vasco                                                       |            | 6       | Aitor Esteban                                                           |
|                     | Grupo Parlamentario Euskal Herria Bildu                                         |            | 5       | Mertxe Aizpurua                                                         |

Coalición Canaria, Nueva Canarias, Teruel Existe y el Partido Regionalista de Cantabria se pasaron al Grupo Mixto una vez formado el GP Plural.

## Actual

### XV Legislatura
Los grupos que componen el Congreso de los Diputados en la XV legislatura (2023-) son:
| Grupo parlamentario | Grupo parlamentario                     | Partido(s) | Esc. | Portavoz        |
| ------------------- | --------------------------------------- | ---------- | ---- | --------------- |
|                     | Grupo Parlamentario Popular             |            | 137  | Cuca Gamarra    |
|                     | Grupo Parlamentario Socialista          |            | 121  | Patxi López     |
|                     | Grupo Parlamentario Vox                 |            | 33   | Pepa Millán     |
|                     | Grupo Parlamentario Plurinacional Sumar |            | 26   | Marta Lois      |
|                     | Grupo Mixto                             |            | 8    | Por definir     |
|                     | Grupo Parlamentario Republicano         |            | 7    | Gabriel Rufián  |
|                     | Grupo Parlamentario Junts per Catalunya |            | 7    | Míriam Nogueras |
|                     | Grupo Parlamentario Euskal Herria Bildu |            | 6    | Mertxe Aizpurua |
|                     | Grupo Parlamentario Vasco (EAJ-PNV)     |            | 5    | Aitor Esteban   |